# Ć
Ć je črka hrvaške, srbske, poljske in lužiške abecede. Imenuje se tudi mehki Č. V poljščini se črka izgovarja še mehkeje kot v srbščini ali hrvaščini.
Črka izhaja iz poljščine, kjer se najpogosteje pojavlja na koncu glagolov v nedoločniku (npr. pisać 'pisati', iść 'iti')
V slovenščini se uporablja pogojno, predvsem za zapis tujih imen ali priimkov (npr. Andrić, Vučić, Janković). 